# Соханы (Белопольский район)
Соханы (укр. Сохани) — село,
Белопольский городской совет,
Белопольский район,
Сумская область,
Украина.
Код КОАТУУ — 5920610104. Население по переписи 2001 года составляло 4 человека.

## Географическое положение
Село Соханы находится на расстоянии в 2 км от города Белополье.
В 1,5 км расположено село Гирино.
Рядом проходят автомобильная дорога Т-1918 и железная дорога, станция Платформа 304 км.